# Coventry Armoured Car
La Coventry armoured car ou Automitrailleuse Coventry est une automitrailleuse britannique développée a la fin de la Seconde Guerre mondiale pour remplacer les Daimler et Humber (en), plus légers.

## Développement

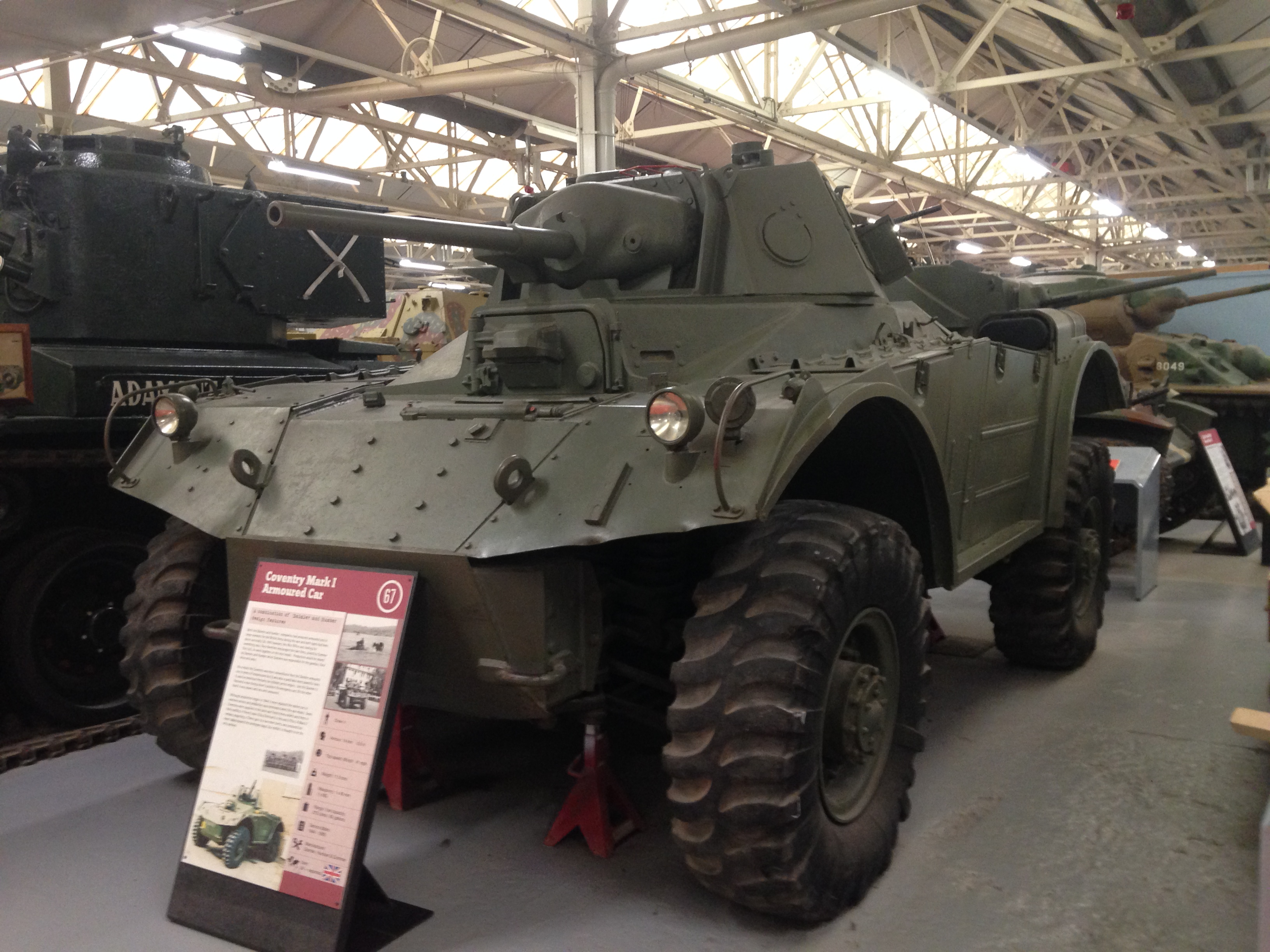
Un Coventry au Musée des Blindés de Bovington.

La Coventry est un projet commun entre la Daimler Motor Company et le Groupe Rootes pour produire un modèle d'automitrailleuse standard pour l'armée britannique.
La Coventry a un dessin comparable a celui du Daimler mais est moins compacte et a des suspensions et un système de conduite plus conventionnel. Il existe deux versions, le Mark I avec une tourelle 3 places et un QF 2-pounder de 40 mm (avec 80 obus) et une mitrailleuse Besa de 7,92 mm. Une autre version, Mark II ou AFVW90 avec un canon plus large de 75 mm mais avec un servant en moins.
Les prototypes de Daimler et Humber sont produits avec un QF 2-pounder. En 1943, 1 700 Mark I capables de monter un 6 pounder de 57 mm et 900 Mark II[Quoi ?].

## Production
Les livraisons de Coventry Mk I depuis l'usine de Humber commencent en 1944, 63 véhicules sont produits durant cette années. En 1943, il est décidé que la production du Daimler continuerait plutôt que d'être remplacée par celle de la Coventry, la commande est donc réduite a 300 Coventry 2 pounder, qui sont destinés au font indien. Les Mk II de 75 mm n'entrent pas en production.

## Service
A la fin de la production en 1945, seulement 220 véhicules ont été produits mais arrivent trop tard pour servir au combat durant la Seconde Guerre mondiale. 
En 1946, 40 sont vendus à la France dont 35 servent au 5e régiment de cuirassiers durant la Guerre d'Indochine contre le Viet Minh, sans grand succès du au manque d'obus explosifs et a la difficulté de les entretenir due au manque de pièces détachées. D'autres sont perçu par le 11e régiment de chasseurs de la 3e division blindée pour l'occupation de l'Allemagne :.
Les automitrailleuses Coventry du 5e régiment de cuirassiers sont remplacés par des M5 Stuart américains en 1952.